# 切雷索莱阿尔巴
切雷索莱阿尔巴（義大利語：Ceresole Alba），是意大利库内奥省的一个市镇。总面积37平方公里，人口2172人，人口密度58.7人/平方公里（2009年）。ISTAT代码为004062。